# Matsumae (Klan)

Familienwappen Matsumae: Takeda-Rauten im Kreis
(丸に武田菱)

Der Matsumae-Klan (japanisch 松前氏, Matsumae-shi) residierte in Matsumae im Grenzlehen (Han) Matsumae auf der Oshima-Halbinsel von Hokkaidō. Sie gehörten zu den kleineren Tozama-Daimyō.

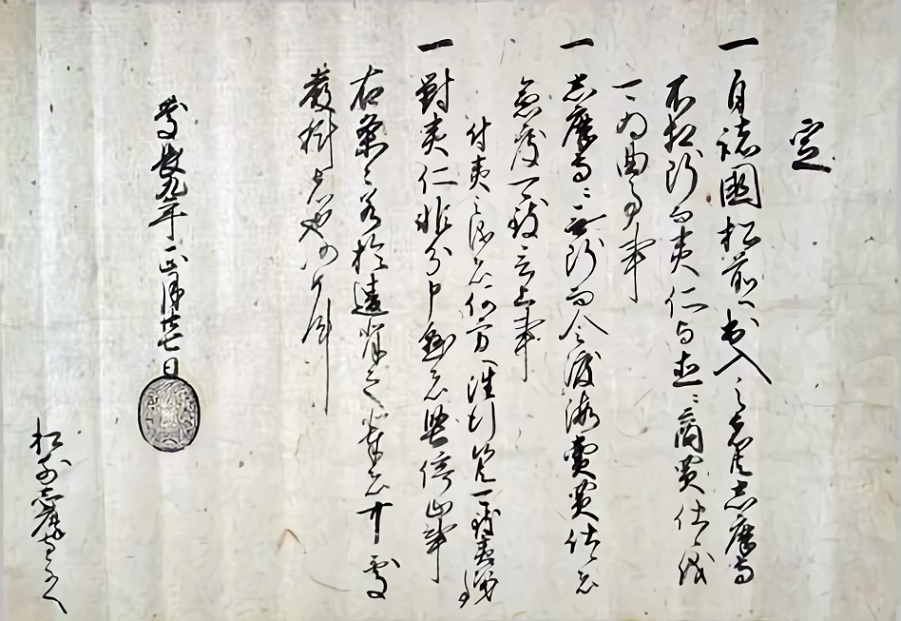
Brief mit schwarzem Siegel von 1604 vom Shogun Tokugawa Ieyasu an Matsumae Yoshihiro, dem ersten Daimyō der Matsumae-Domäne, der der Domäne die Exklusivität als Vermittler im Handel mit den Menschen von Ezo gewährt (Hokkaido-Museum)

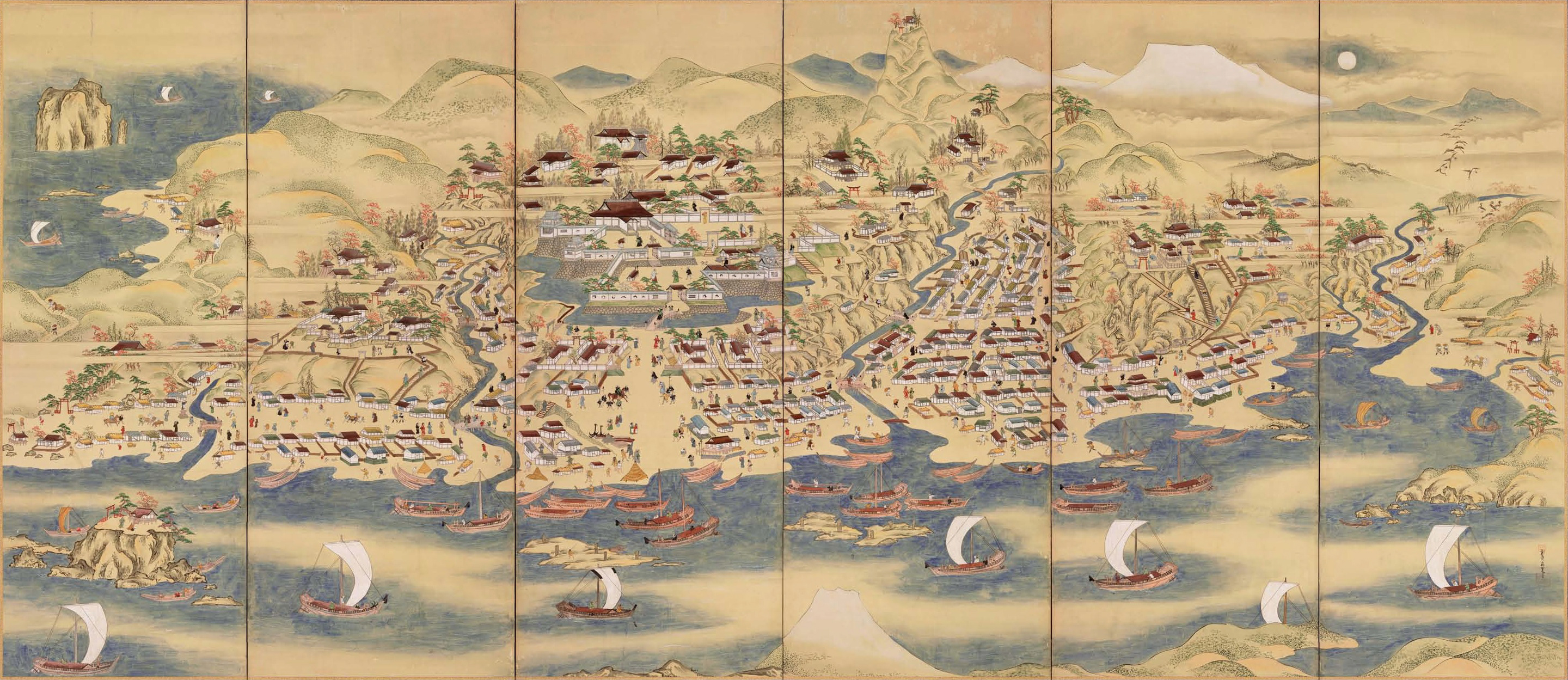
Der Paravent Matsumae zeigt im Detail die Burgstadt, die um 1754–1764 mit Handel geschäftig war.

## Genealogie

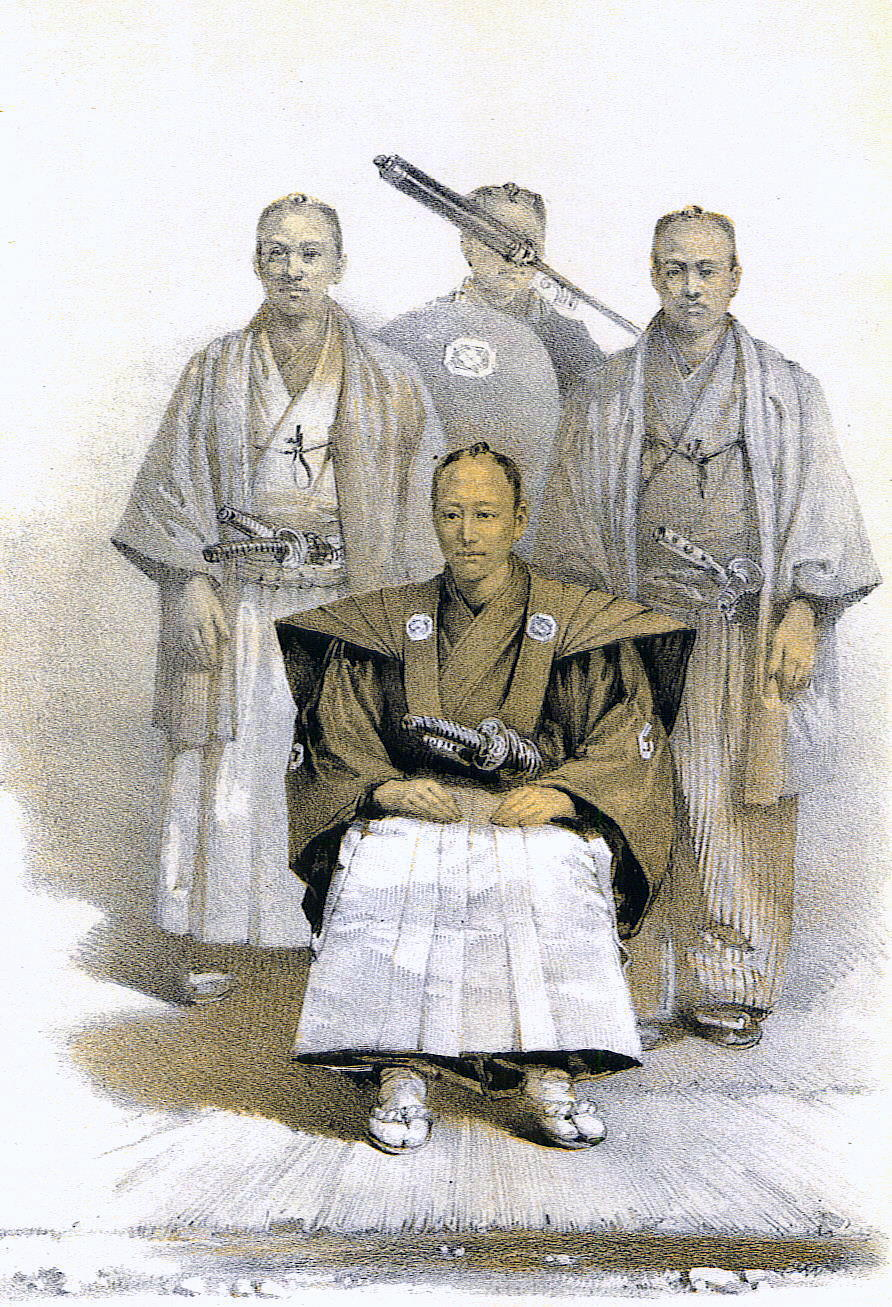
Matsumae Daimyo um 1850

Die Linie beginnt mit einem Sohn des Takeda Kuninobu, Nobuhiro (信広), der sich 1442 auf Hokkaidō niederließ. Dort half er dem Gouverneur Kakizaki Shuri-tayū, Aufstände der Ainu zu unterdrücken. Er heiratete dessen Tochter und nannte sich Kakizaki (蠣崎).
- Suehiro (季広), Urenkel Nobuhiros, machte Gesetze für die Ainu und ermunterte sie, Handel zu treiben. Man könnte ihn den ersten Landesentwickler von Hokkaidō nennen.

- Yoshihiro (慶広, 1550–1618) unterwarf sich 1587 Toyotomi Hideyoshi. Er baute eine Burg im Distrikt von Matsumae und nannte sie Fukuyama-jō, wobei er seinen Namen von Kakizaki zu Matsumae änderte. Er setzte die Kolonisierung seines Vaters fort und ermunterte Japaner, nach Hokkaidō einzuwandern.

- Akihiro (章広), der das Auftauchen von Russen auf Hokkaidō[Anm 1] nicht verhindern konnte, wurde 1806 nach Yanagawa (Provinz Mutsu) versetzt.

- Sadahiro (定広)  konnte 1821 nach Matsumae zurückkehren. Die Familie residierte dort bis zur Meiji-Restauration mit einem Einkommen von 30.000 koku.

In der Meiji-Zeit  erhielten die Matsumae den Titel eines Vizegrafen, eine Nebenlinie wurde zu Freiherren ernannt.